# Amblyseius excelsus
Amblyseius excelsus är en spindeldjursart som beskrevs av Chaudhri, Akbar och Rasool 1979. Amblyseius excelsus ingår i släktet Amblyseius och familjen Phytoseiidae. Inga underarter finns listade i Catalogue of Life.